# Bergjuweelbabbelaar
De bergjuweelbabbelaar (Ptilorrhoa leucosticta) is een zangvogel uit de familie Cinclosomatidae.

## Verspreiding en leefgebied
Deze soort is endemisch in de bergen van Nieuw-Guinea en telt zeven ondersoorten:
- P. l. leucosticta: Vogelkop (noordwestelijk Nieuw-Guinea).
- P. l. mayri: Wandammengebergte (westelijk Nieuw-Guinea).
- P. l. centralis: het westelijke deel van Centraal-Nieuw-Guinea.
- P. l. sibilans: Cyclopsgebergte (noordelijk Nieuw-Guinea).
- P. l. menawa: de kust van noordelijk Nieuw-Guinea.
- P. l. amabilis: Huonschiereiland (noordoostelijk Nieuw-Guinea).
- P. l. loriae: zuidoostelijk Nieuw-Guinea.

## Status
De grootte van de populatie is niet gekwantificeerd maar de soort wordt omschreven als vrij algemeen. Op de Rode lijst van de IUCN heeft deze soort de status niet bedreigd.